# Le Diable dans la peau (film, 2011)
Pour les articles homonymes, voir Le Diable dans la peau.
Pour plus de détails, voir Fiche technique et Distribution.
Le Diable dans la peau est un drame français réalisé par Gilles Martinerie, sorti en 2011. C'est le premier long métrage de ce réalisateur.

## Synopsis
Xavier et Jacques sont deux frères vivant à la campagne. Lorsqu'ils apprennent que le plus jeune doit intégrer une école spécialisée à la prochaine rentrée, ils décident de fuguer…

## Fiche technique
- Titre : Le Diable dans la peau
- Réalisation : Gilles Martinerie
- Scénario et dialogues : Gilles Martinerie, Nicolas Peufaillit
- Assistant réalisateur : Claude Guillouard
- Photo : Martin de Chabaneix
- Montage : Julie Duclaux
- Musique : Carlo Crivelli
- Producteurs : Jérôme Vidal, Julien Naveau
- Sociétés de production : Noodles Production,
- Pays d'origine :  France
- Langue : français
- Genre : drame
- Durée : 82 minutes
- Dates de sortie :
  - Italie : 2 novembre 2011 (Festival du film de Rome)
  - France : 27 mars 2013

## Distribution
- Jeanne Bournaud : L'institutrice
- Quentin Grosset : Xavier, l'ainé
- Paul François : Jacques, le cadet
- Augustin Quer :
- Orféo Campanella : Andréa
- Francis Renaud : Le père
- Joséphine Derenne :
- Alexandre Le Provost :
- Aurélie Meriel

## Sélections en festival
- Sélection au festival international de Rome 2011 : Alice Nella Citta.